# Répertoire du saxophone classique

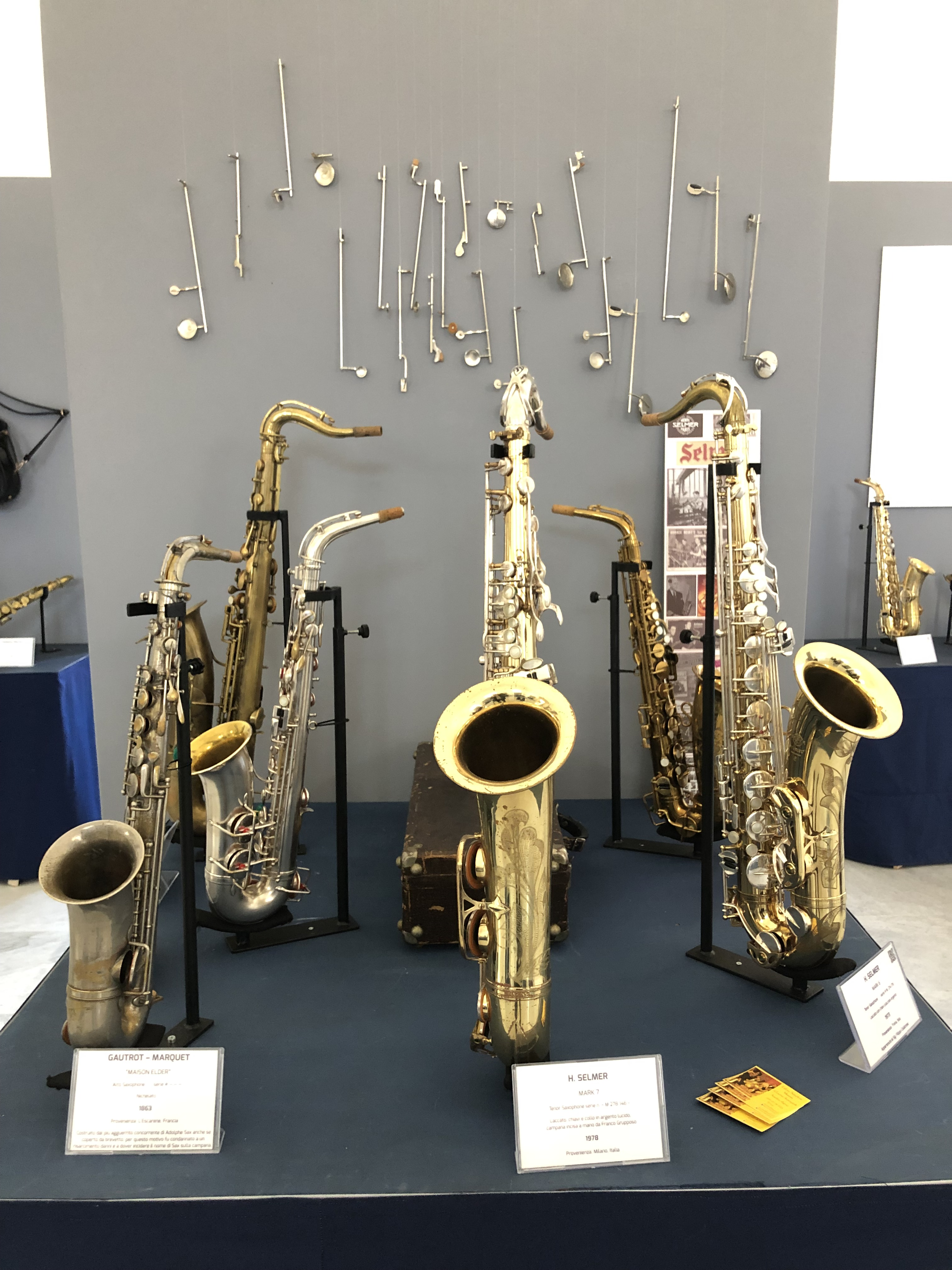
Divers saxophones au musée du saxophone en Italie.

Le répertoire du saxophone classique recense les œuvres majeures classiques pour cet instrument.
Le saxophone est un instrument à vent relativement jeune inventé par Adolphe Sax au milieu du XIXe siècle dont le répertoire classique est assez limité par rapport à d'autres instruments à vent. Il dispose d'un répertoire restreint également à l'orchestre symphonique bien qu'il ait séduit de nombreux compositeurs majeurs (Berlioz, Bizet et Ravel, notamment).

« Je ne connais pas un instrument actuellement en usage qui puisse […] lui être comparé. C’est plein, moelleux, vibrant, d’une force énorme, et susceptible d’être adouci »

— Hector Berlioz, Journal des Débats, 12 juin 1842.
L'instrument aura du mal à se faire accepter à l'orchestre, notamment à cause des réactions houleuses des concurrents et facteurs parisiens envers Sax et aussi de la résistance des musiciens d'orchestre qui obligent les compositeurs à retirer l'instrument de leurs compositions: « Lors des premières répétitions de son opéra Le Prophète en 1849, Meyerbeer tente de remplacer le solo pour violoncelle par un saxophone alto ; il finit par abandonner l’idée lorsque l’orchestre lui fait part de son mécontentement. Même Berlioz supprimera les deux saxophones ajoutés à sa Damnation de Faust, sans doute dans l’espoir d’assurer le succès de son œuvre après ses divers échecs précédents. »
En dehors des opéras, la première composition notable avec saxophone est l’œuvre orchestrale L’Arlésienne de Georges Bizet en 1871.
Sa technique de jeu en musique requiert la maîtrise d'un vibrato à moduler, notamment selon l'école française de Marcel Mule. Après une longue interruption (arrêt de la classe en 1870), son enseignement au conservatoire de Paris a repris pendant la seconde guerre mondiale en 1942. En musique contemporaine, les compositeurs ont recours aux techniques de jeu étendues.
Un des pionniers du saxophone classique, Sigurd Rascher fut le commanditaire de près de 150 œuvres pour l'instrument, dont beaucoup comptent parmi les plus importantes du répertoire du XXe siècle.
Pour étendre son répertoire, de nombreuses transcriptions pour saxophone ont été réalisées pour toutes les époques (Bach, Concerto pour hautbois de Mozart...). Sa perce conique peut lui conférer un timbre proche du hautbois dans le registre aigu, notamment pour le saxophone soprano.
Parallèlement, le saxophone est vite associé à la musique festive dès son invention en intégrant les orchestres de Philippe Musard et de Louis-Antoine Jullien, « s'adressant principalement à des publics de classes ouvrière et basse-moyenne » et aussi dans la musique militaire ; ensuite le saxophone se déploie dans les musiques populaires notamment en jazz à partir de la fin de la première guerre mondiale.
Dans la suite de cette page, on trouvera en gras le titre des œuvres classique de référence comme le Concerto pour saxophone alto et orchestre à cordes en mi bémol majeur (1934) d'Alexandre Glazounov.

## Saxophone et orchestre

### Saxophone soprano et orchestre

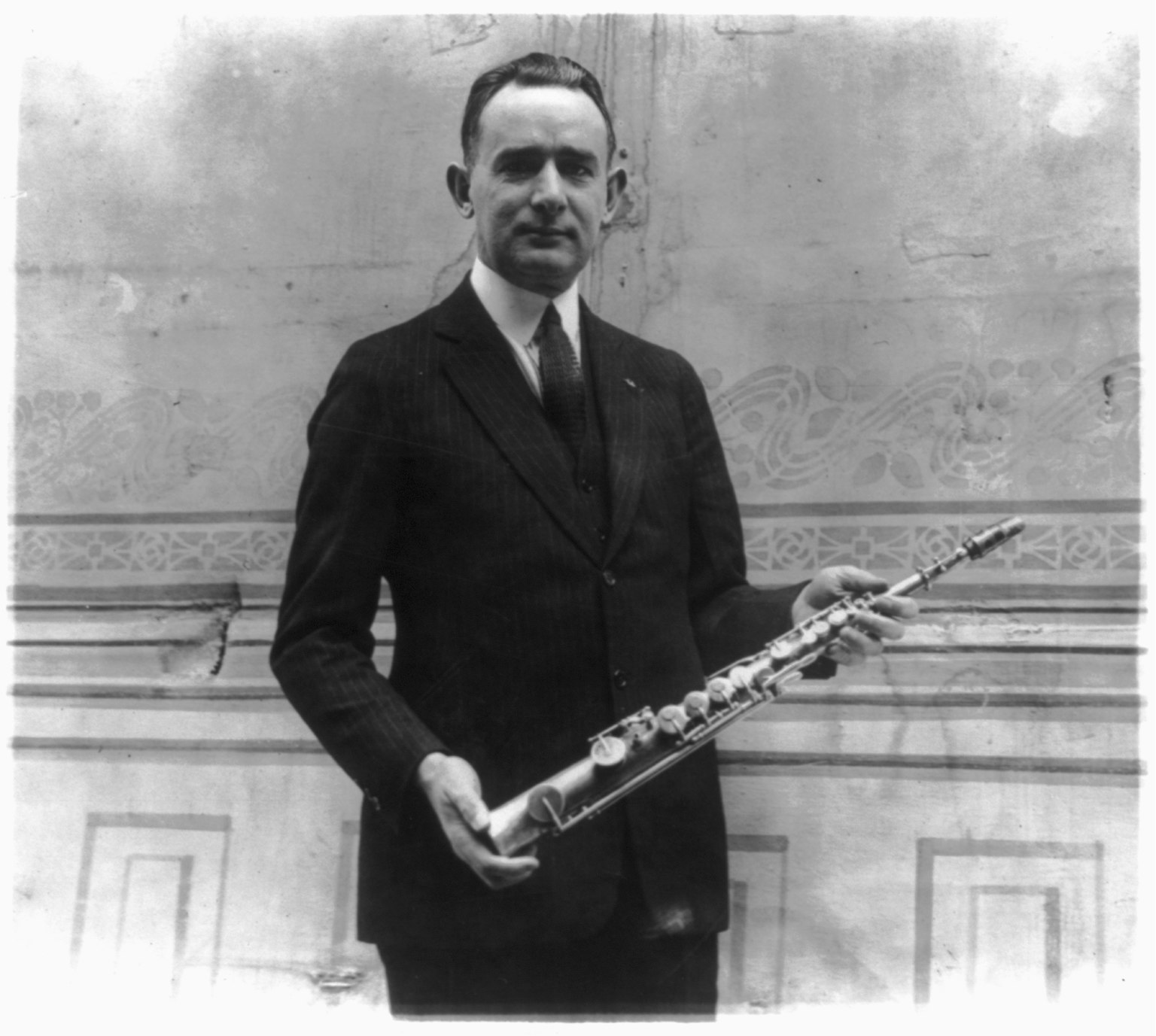
Revendication du premier saxophone soprano fabriqué par Adolphe Sax.

- Duo Concertante, pour saxophones soprano et alto-Jean-Baptiste Singelée (1858)
- Fantaisie pour saxophone soprano (ou ténor), trois cors et cordes (en) (1948) Heitor Villa-Lobos[2],[3]
- Concerto pour saxophone soprano et cordes, op. 344 (1980) Alan Hovhaness
- Where the Bee Dances, concerto pour saxophone soprano et orchestre (1991) Michael Nyman
- Concerto pour saxophone soprano et orchestre (1993) Michael Torke
- Your Rockaby (en) pour saxophone soprano et orchestre (1993) Mark-Anthony Turnage
- Double concerto pour saxophone, violoncelle et orchestre (1997) Michael Nyman
- Concerto pour saxophone no 1 : Imagined Sound of Sun On Stone (1999) Sally Beamish
- Concerto pour saxophone, pour saxophone soprano et orchestre de chambre (2003) Avner Dorman
- Concerto pour saxophone ("Albireo Mode"), op. 93 pour saxophone soprano et orchestre (2004-2005) Takashi Yoshimatsu
- Concerto pour saxophone soprano et orchestre (en) (2007) Jennifer Higdon
- Concerto after Tchaikovsky pour saxophone soprano et orchestre (2013) David DeBoor Canfield
- Concerto pour saxophone soprano et orchestre de chambre (2014-2015) Kalevi Aho
- Concerto pour saxophone soprano (2019) Carter Pann

### Saxophone alto et orchestre

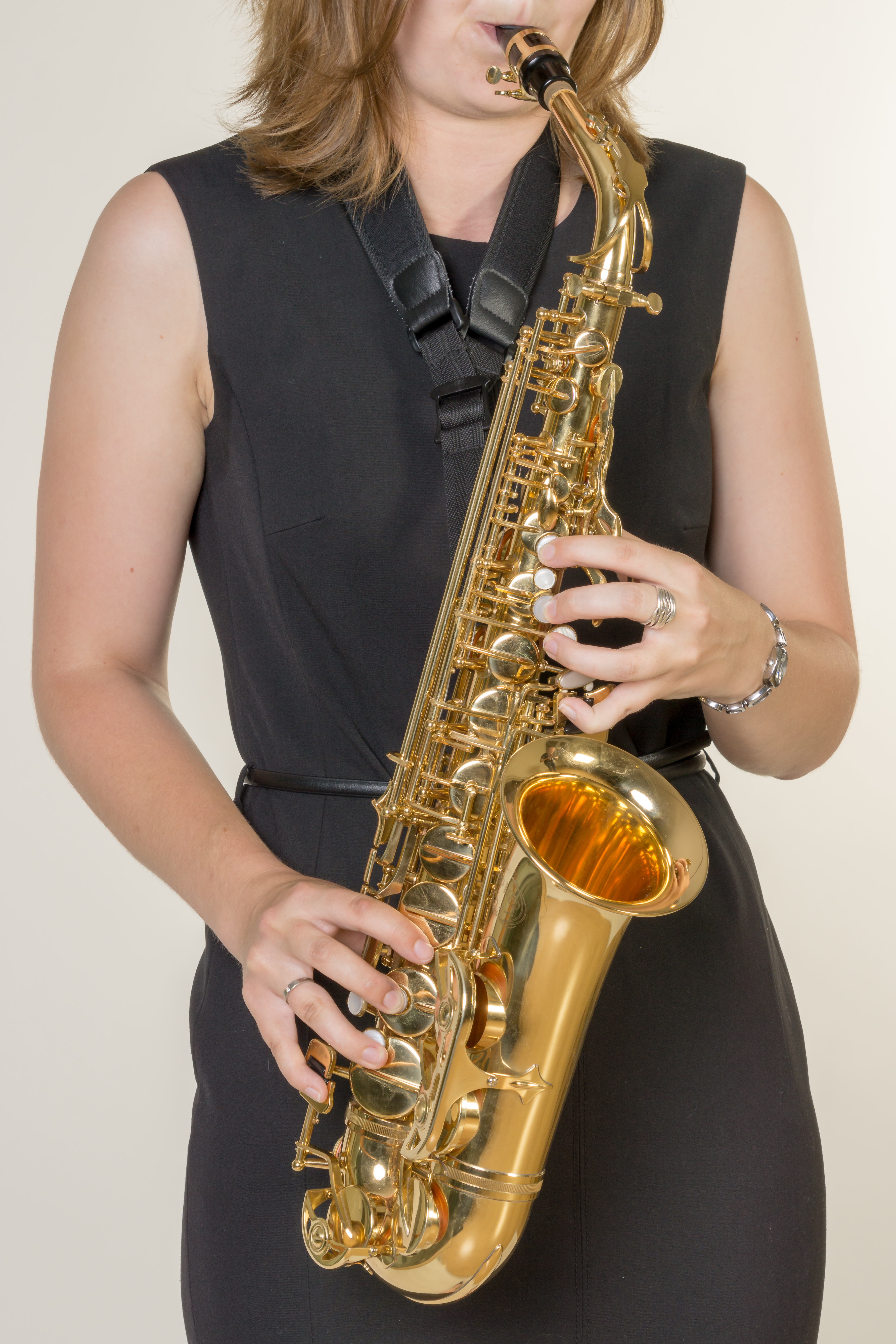
Un saxophone alto tenu par une instrumentiste.

- Duo Concertante pour saxophone soprano et saxophone alto -Jean-Baptiste Singelée (1858)
- Divertissement espagnol -Charles Martin Loeffler (1900)
- Rapsodie pour orchestre et saxophone (1901) Claude Debussy[4]
- Concerto no 1, pour saxophone alto-Paul Gilson (1902)
- Concerto no 2, pour saxophone alto-Paul Gilson (1902)
- Légende, suite symphonique pour harpe chromatique, saxophone alto et cordes (1903) André Caplet[5]
- Choral varié, op. 55 (1903) Vincent d'Indy[6]
- Légende, op. 66 (1918) Florent Schmitt
- Concerto en mi bémol majeur pour saxophone alto (1934) Alexandre Glazounov
- Concerto pour saxophone, opus 14 (1934) Lars-Erik Larsson[7]
- Concertino da camera (en) (1935) Jacques Ibert
- Saxo Rhapsody (1936) Eric Coates
- Scaramouche pour saxophone alto et orchestre (1937) Darius Milhaud[8]
- Ballade pour saxophone et orchestre (1938) Frank Martin[9],[10]
- Ballade pour saxophone alto (1939) Henri Tomasi[11],[12]
- Slawische Rhapsodie, op. 23, pour orchestre et saxophone obbligato (1940) Viktor Ullmann
- Sonate en do  pour saxophone alto et orchestre (1943) Fernande Decruck
- Concerto pour saxophone alto et orchestre (1944) Paul Bonneau
- Concerto pour saxophone alto et orchestre (ou band), Op. 26 (1944) Paul Creston[13]
- Concerto pour saxophone alto (1949) Henri Tomasi
- Tableaux de Provence (en) (1948-1955) Paule Maurice
- Concerto pour saxophone alto et orchestre (1951) Henk Badings
- Concerto pour saxophone alto, trompette et orchestre à cordes (1955) Jean Rivier
- Concerto pour saxophone alto en mi bémol majeur (1956) Ronald Binge
- Concerto pour saxophone (1958) Erland von Koch[14]
- Concerto pour saxophone alto (1959) Pierre-Max Dubois
- Élégie et rondeau pour saxophone alto et orchestre (1961) Karel Husa[15]
- Claremont Concerto (1962) John Worley
- Concerto pour saxophone et orchestre (1963) William Lovelock
- Concerto pour saxophone et orchestre (1966) Ida Gotkovsky
- Concerto pour saxophone n° 2 (1973) William Lovelock
- Symphonie no 16, pour saxophone alto et orchestre (1979) Allan Pettersson
- Concerto pour saxophone alto et orchestre de chambre, opus 41 (1980) Robert Muczynski
- Concerto pour saxophone alto et orchestre (... auf den ersten Blick und ohne zu wissen...) (1980) Esa-Pekka Salonen[16]
- Concerto pour saxophone alto et orchestre (1983) Ronald Caltabiano[17]
- Concerto pour saxophone alto et orchestre (1983) Gunther Schuller[18]
- Concerto pour saxophone, pour saxophone alto et orchestre de chambre (1984) Dominic Muldowney[19]
- Concerto pour saxophone alto et orchestre, op. 50 (1987) Nikolai Kapustin
- Concerto pour saxophone alto et orchestre (1987) Volodymyr Runchak
- Concerto pour saxophone alto et cordes (1988) Richard Rodney Bennett
- Concerto pour saxophone alto et orchestre à cordes (1989) Nicola LeFanu
- Sinfonia concertante : Symphonie n° 3, pour saxophone alto (ou soprano) et orchestre (1989/2010) Anders Eliasson
- Concerto pour saxophone alto et orchestre (1990) Miklós Maros
- Concerto pour saxophone alto et orchestre à cordes (1993) Krzysztof Meyer
- Musique pour saxophone alto et orchestre (1993/1995) Bertold Hummel
- Cyber Bird Concerto, pour saxophone alto et orchestre, Op. 59 (1994) Takashi Yoshimatsu
- My Assam Dragon pour saxophone alto et orchestre (1994/1996) Jan Sandström
- Symphonie de chambre no 3 pour saxophone alto et 20 instruments à cordes (1995-96) Kalevi Aho
- Concerto pour saxophone et orchestre (1998/1999) Toshio Hosokawa
- Dem Licht entgegen pour saxophone alto et orchestre (2001) Sunleif Rasmussen
- Escapades (2002) John Williams
- Concerto pour saxophone alto (soprano) et orchestre à cordes (2003/2010) Anders Eliasson
- Concerto n° 2 pour saxophone alto et cordes (2004) Miklós Maros
- Kotekan pour saxophone alto et cordes (2006) Piet Swerts
- Concerto pour saxophone n°2 : Under the Wing of the Rock pour saxophone alto et cordes (2006/2008) Sally Beamish
- Concerto after Glière pour saxophone alto et orchestre (2007) David DeBoor Canfield
- Concerto pour saxophone alto et orchestre de chambre (2008) Joan Albert Amargós
- Concerto pour saxophone alto et orchestre (ou ensemble à vent) (2010) Thomas Sleeper
- Rhapsodie pour saxophone alto et orchestre (2010) André Waignein
- Concerto pour saxophone no 1, pour saxophone alto et orchestre (2012) Henry Kelder
- Hemke Concerto "Prisms of Light" (en) pour saxophone alto et orchestre (2014) Augusta Read Thomas
- Concerto pour saxophone alto et orchestre (en) (2013) John Adams
- Concerto pour saxophone alto et orchestre opus 70b (2015) Nimrod Borenstein
- Concerto pour saxophone no 2, pour saxophone alto et orchestre à cordes (2015) Henry Kelder
- Concerto pour saxophone alto et orchestre (2018) Karol Beffa
- Concerto pour saxophone alto et orchestre (2018) Kenneth Fuchs

### Saxophone ténor et orchestre

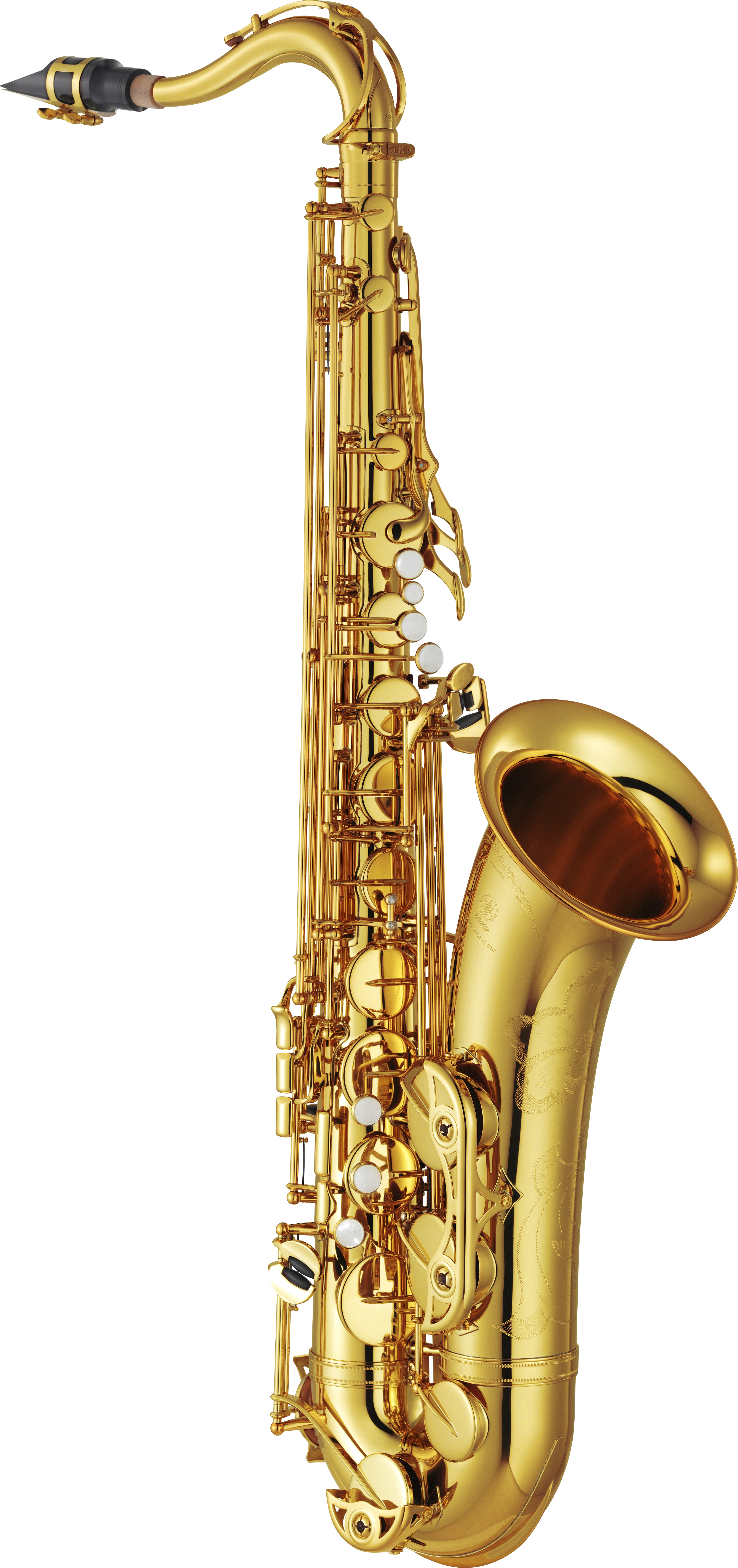
Saxophone ténor.

- Suite no 1 pour saxophone ténor et cordes (1963) Alec Wilder
- Suite no 2 pour saxophone ténor et cordes (1966) Alec Wilder
- Concerto pour saxophone ténor et orchestre de chambre (1968) Alec Wilder
- Chant premier, op. 103, sonate pour saxophone ténor et orchestre (1974) Marcel Mihalovici
- Concerto pour saxophone ténor et orchestre (1984) Robert Ward
- The Upward Stream concerto pour saxophone ténor et orchestre (ou orchestre symphonique, ou piano) (1985) Russell Peck
- Concerto for Stan Getz, pour saxophone ténor et orchestre (1990) Richard Rodney Bennett
- Concerto pour saxophone ténor et orchestre (1992) Eric Ewazen
- Concerto pour saxophone ténor et orchestre avec piano obligé (2007) David DeBoor Canfield
- "Graffiti Play", concerto pour saxophone ténor, trio de jazz contemporain (ts, bs, drs) et orchestre de chambre (2014) Esa Pietilä
- Concerto pour saxophone ténor et petit orchestre (2015) Kalevi Aho

### Saxophone baryton et orchestre

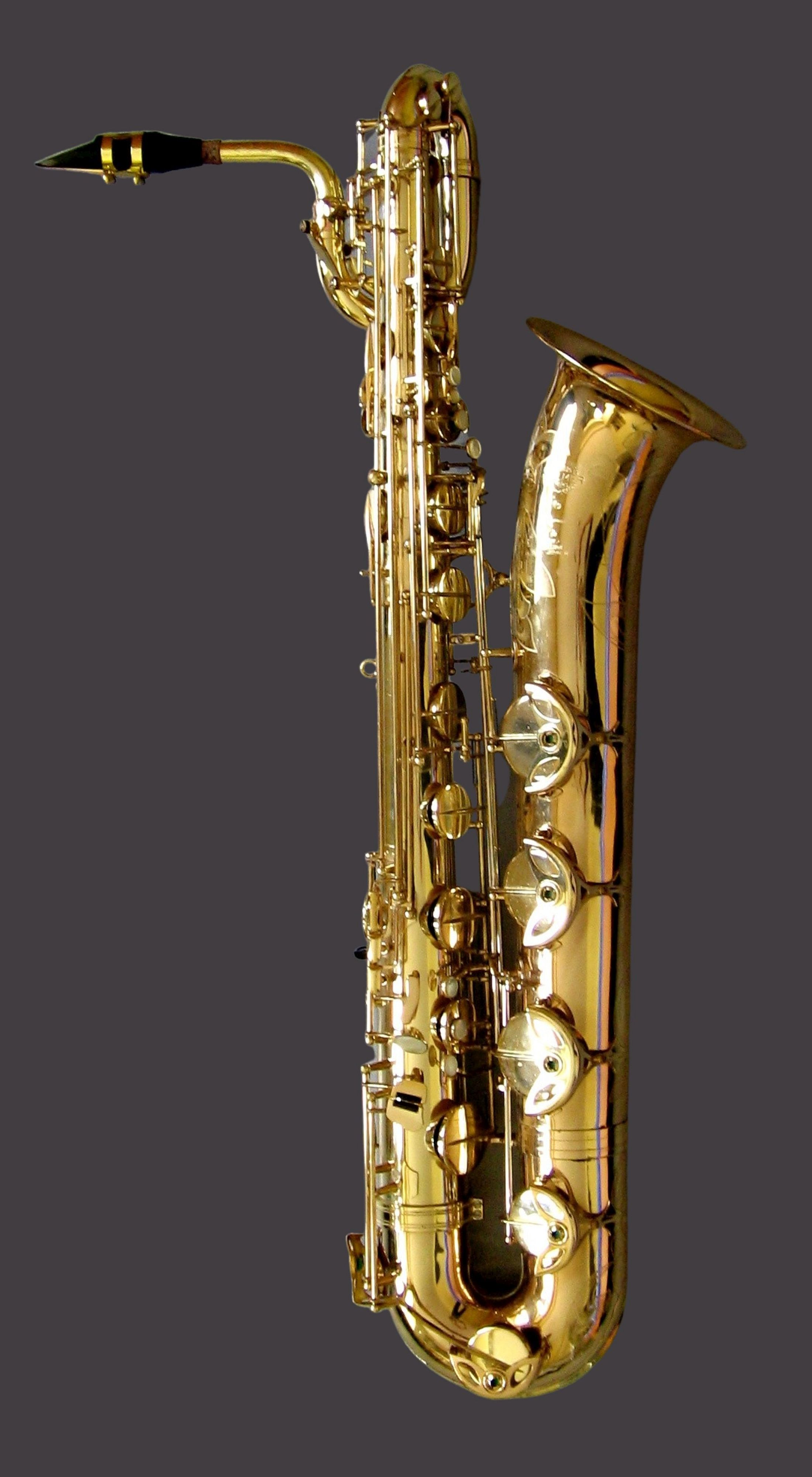
Saxophone baryton descendant au la grave Henri Selmer Paris.

- Rhapsodie pour saxophone baryton et orchestre (ou orchestre à vent, ou piano) (1983) Mark Watters
- Concerto pour saxophone baryton et orchestre à cordes (1992) Werner Wolf Glaser
- Concertino pour saxophone baryton solo et orchestre (1996) Robert Nelson
- Concerto pour saxophone baryton et orchestre de chambre (2007-2008) David Gaines
- Concerto pour saxophone baryton et orchestre (2008) Georg Friedrich Haas
- Vongole ! pour saxophone baryton et orchestre (2008) Georg Friedrich Haas
- Jeru Concerto pour saxophone baryton et orchestre de chambre (2017) Brian Landrus

### Quatuor de saxophones et orchestre
- Concerto Sinfonico pour quatuor de saxophones et orchestre (1985) Nicolas Flagello
- Concerto pour quatuor de saxophones et orchestre (1986) Tristan Keuris[20],[21]
- Concerto Grosso pour quatuor de saxophones et orchestre (1988) Miklós Maros
- Concierto a cuatro pour quatuor de saxophones et orchestre (1990) Cristóbal Halffter[22]
- Concerto pour quatuor de saxophones et orchestre (1991) Michael Nyman
- Concerto pour quatuor de saxophones et orchestre (1992) Charles Wuorinen[23]
- Concerto pour quatuor de saxophones et orchestre (1995) Philip Glass[24]
- Concerto Grosso pour quatuor de saxophones et orchestre (ou groupe) (2000) William Bolcom[25]
- Concerto pour quatuor de saxophones et orchestre (2001) Michael Nyman
- Animal, Vegetable, Mineral pour quatuor de saxophones et orchestre (2004) Steven Mackey[26]
- Water Music pour quatuor de saxophones et orchestre de chambre (2004) Brett Dean
- Concerto pour quatuor de saxophones et cordes (2007) Sally Beamish
- Kellot / Bells - Concerto pour quatuor de saxophones et orchestre (2008) Kalevi Aho
- Quatre préludes pour quatuor de saxophones et orchestre à cordes avec percussions, Opus 63 (2015) Fazıl Say
- Concerto « Violet Winds » pour quatuor de saxophones et orchestre de chambre (2015) Peeter Vähi

## Saxophone et orchestre d'harmonie

### Saxophone soprano et orchestre d'harmonie
- Concerto pour saxophone soprano et ensemble à vent (1993) Michael Torke
- Concerto pour saxophone soprano et orchestre d'harmonie (1995) Aldo Rafael Forte
- Concerto pour saxophone soprano et ensemble à vent (2007) John Mackey
- Apollo pour saxophone soprano et ensemble à vent (2008) Brian Balmages
- Concerto pour saxophone soprano et orchestre d'harmonie (2014) Lewis Porter
- Concerto pour saxophone soprano et orchestre d'harmonie (2015) William Bolcom

### Saxophone alto et orchestre d'harmonie
- Concerto pour saxophone alto et orchestre d'harmonie (1902) Paul Gilson
- Concerto, op. 26, pour saxophone alto et fanfare (ou orchestre) (1941) Paul Creston
- Diversion pour saxophone alto et orchestre (1943) Bernhard Heiden
- Concerto pour saxophone alto et orchestre à vent (1949/1953) Ingolf Dahl[27]
- Rhumba pour saxophone alto et orchestre (1949) Maurice Whitney
- Introduction et samba pour saxophone alto et orchestre (1950)  Maurice Whitney
- Ballade pour saxophone alto mib solo et orchestre d'harmonie (1956) Alfred Reed
- Concerto pour saxophone alto en mi bémol et orchestre d'harmonie (1966) Frank William Erickson
- Concerto no 1 pour saxophone alto et orchestre d'harmonie (ou piano) (1966) Walter Hartley
- Concerto pour saxophone alto et ensemble à vent (1966) Alec Wilder
- Concerto pour saxophone alto et orchestre d'harmonie (1967) Karel Husa
- Fantaisie pour saxophone alto et orchestre d'harmonie (1970 ?) Noah Klauss
- Concertino pour saxophone alto et ensemble à vent (1971) Warren Benson
- Concertino pour saxophone alto et orchestre (1974) Jerry Bilik
- Miscellanies pour saxophone alto et orchestre d'harmonie (1976) Gordon Jacob
- Heater : Saga pour saxophone alto et orchestre (1977) William Albright
- Fantasia pour saxophone alto (1984) Claude T. Smith
- Danza Capriccio pour saxophone alto et orchestre (1985) Ron Nelson
- Panic : A Dithyramb pour saxophone alto, batterie, vents, cuivres et percussions (1995) Harrison Birtwistle[28]
- Carnival pour saxophone alto et orchestre (1997) Philip Sparke
- Concert-Suite pour saxophone alto solo et orchestre (1998) William Bolcom
- Die Heldenzeit, Concerto pour saxophone alto et ensemble à vent (1998) Jun Nagao
- Concerto pour saxophone alto et ensemble à vent (1999) David Maslanka
- Arioso and Presto, Op. 108, pour saxophone alto et orchestre (2001) James Barnes
- Martyrs for the Faith, concerto pour saxophone alto et vents symphoniques (2003) David DeBoor Canfield
- Concerto Agrariana pour saxophone alto et orchestre (2003) John Cheetham
- Concerto pour saxophone alto et ensemble à vent (2003) Charles Rochester Young
- Concertino pour saxophone alto et ensemble à vent (2004) Zechariah Goh
- Dance of Uzume pour saxophone alto et orchestre symphonique (2004) Piet Swerts (nl)
- Summer Concerto pour saxophone alto et orchestre symphonique (2004) Rodney Waschka II
- Concerto after Gliere pour saxophone alto et orchestre (2009) David DeBoor Canfield
- Fantasia pour saxophone alto et orchestre (2011) Eric Ewazen
- Elevator Music pour saxophone alto et orchestre d'harmonie (2013) David DeBoor Canfield
- Concerto pour saxophone alto et ensemble à vent (2013) Zechariah Goh
- Concerto pour saxophone alto et ensemble à vent (2014) Steven Bryant
- Concerto pour saxophone et ensemble à vent (2014) Frank Ticheli
- Fellini (pour saxophone alto, orchestre de cirque et orchestre à vent) (2016) Johan de Meij
- Quicksilver : Concerto pour saxophone alto et ensemble à vent (2017) Stacy Garrop
- Break a Reed ! , Concerto pour saxophone alto et ensemble à vent (2022) Mitchell T. Gilly

### Saxophone ténor et orchestre d'harmonie

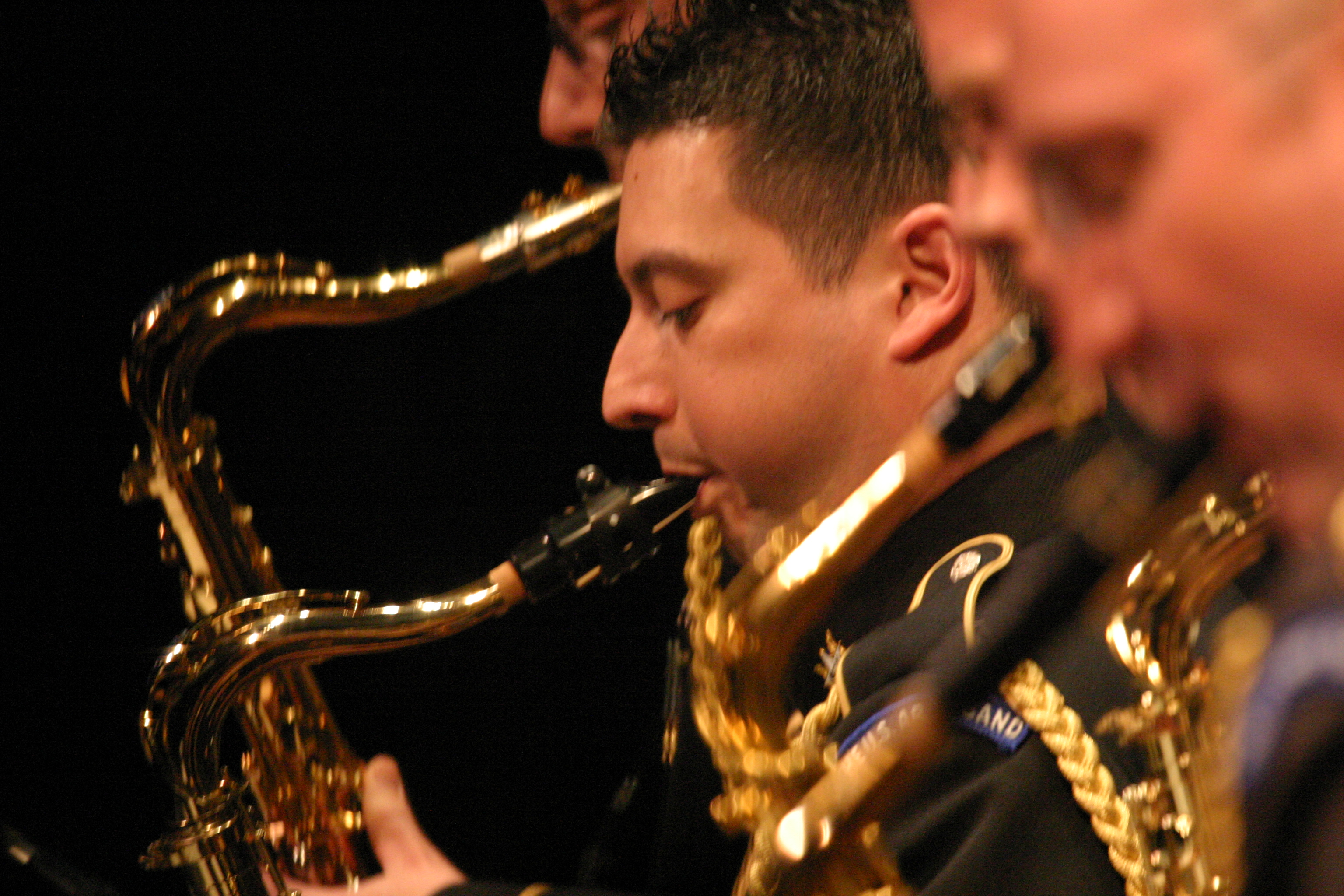
Saxophone ténor.

- Fragments pour saxophone ténor et orchestre (1967) William Duckworth
- Concertino pour saxophone ténor et orchestre (ou piano) (1978) Walter Hartley
- Concerto pour saxophone ténor et orchestre (transcription) (1984) Robert Ward
- Jigsaw pour saxophone ténor et orchestre (1992) Jack Stamp

### Saxophone baryton et orchestre d'harmonie
- Concerto pour saxophone baryton et orchestre à vent (2007) Bernard van Beurden (nl)
- Vongole! pour saxophone baryton solo et orchestre d'harmonie (2013) Satoshi Yagisawa
- Rhapsodie pour saxophone baryton (2014) Mark Watters

### Quatuor de saxophones et orchestre d'harmonie
- Capriccio pour quatuor de saxophones et orchestre (1988) Warren Barker
- And the Winds Shall Blow pour quatuor de saxophones, vents et percussions (1994) Wayne Peterson[29],[30]
- Urban Requiem pour quatuor de saxophones et ensemble à vent (1995) Michael Colgrass
- Dialogues pour quatuor de saxophones, vents et percussions (2006) James Curnow
- Windings pour quatuor de saxophones et orchestre à vent (2006) Miklós Maros
- Concerto pour quatuor de saxophones et orchestre à vent (2012) David Maslanka
- Concerto d'après Dvorak (2018) David DeBoor Canfield
- Concerto pour quatuor de saxophones et ensemble à vent (2019) Roger Briggs

### Autres
- Trio Concertino, pour saxophones alto, ténor et baryton et orchestre (ou piano) (1999) Walter Hartley
- Saxophone Concertino, pour saxophone (doublant alto et soprano) et orchestre à vent (2009) Satoshi Yagisawa
- Mystic Quest, concerto pour saxophone (doublé alto et soprano) et orchestre à vent (2013) Satoshi Yagisawa

## Répertoire pour saxophone et piano

### Saxophone soprano et piano
- Caprice, Op. 80, pour saxophone soprano et piano (1862) Jean-Baptiste Singelée
- Diversions pour saxophone soprano et piano (1986) Charles Rochester Young
- Sonate pour saxophone soprano et piano (1987) Charles Rochester Young
- Sonate pour saxophone soprano en si bémol et piano (1989) Jindřich Feld
- Sonata Aragon pour saxophone soprano et piano (1989)  Dave Smith
- Double Vision pour saxophone soprano et piano (1993) Charles Rochester Young
- Récitatif accompagné pour saxophone soprano et piano (1994) Milton Babbitt[31]
- Sonate pour saxophone soprano et piano (1994) Richard Rodney Bennett
- Vocalise pour saxophone soprano et piano (1994) Bertold Hummel
- Lost in Translation pour saxophone soprano et piano (2005) Dorothy Hindman
- Fanfares pour saxophone soprano et piano (2006) Huw Watkins
- Sonate pour saxophone soprano et piano (2006-2007) David DeBoor Canfield
- ZBOP ! pour saxophone soprano et piano (2007)  Henry Kelder
- Für Walter pour saxophone soprano et piano, percussion ad libitum (2010) Toshio Hosokawa

### Saxophone alto et piano
- Caprice et Variations pour saxophone alto et piano (1860) Jean-Baptiste Arban[32]
- Fantaisie sur un thème original (1860) Jules Demersseman[32]
- Solo de Concert (n° 1), Op. 74 pour Saxophone Alto et Piano (1860) Jean-Baptiste Singelée
- Concertino, opus 78 pour saxophone alto et piano (1861) Jean-Baptiste Singelée
- Solo de Concert n° 5, Op. 91 pour Saxophone Alto et Piano (1863) Jean-Baptiste Singelée
- Fantaisie 'Daniel' d'après E. Depas (ca. 1860?)  Hyacinthe Klosé[32]
- Paul-Agricole Génin (en) (ca. 1860?)[32]
  - Air florentin avec cariation, opus 65 pour saxophone alto et piano
  - Cantilène, opus 64 pour saxophone alto et piano
  - Mélodie avec variation' , opus 63 pour saxophone alto et piano
  - Solo de Concert, opus 15 pour saxophone alto et piano, pièce utilisée pour concours de la classe de saxophone du Conservatoire national de Paris
- Solo de Concours Op. 13 pour Saxophone Alto et Piano (1874) Paul Agricole Génin
- Le Val Fleuri (1888) Louis Ganne
- Hot-Sonate (1930) Erwin Schulhoff
- Sonate pour saxophone alto et piano (1931) Wolfgang Jacobi (nl)
- Suite pour saxophone alto et piano (1935) Paul Dessau
- Aria pour saxophone alto et piano (1936) Eugène Bozza
- Sonate pour saxophone alto et piano (1937) Bernhard Heiden
- Études (15) pour saxophone et piano, op. 188 (1942) Charles Koechlin[33],[34]
- Sonate en do  mineur, pour saxophone alto et piano (1943) Fernande Decruck.
- Sonate pour cor alto (ou saxophone alto) et piano (1943) Paul Hindemith[35],[36]
- Sonate, op. 19 pour saxophone alto et piano (1944) Paul Creston[37]
- Sonatine pour saxophone alto et piano (1953)  Lex van Delden
- Prélude, cadence et finale (1956) Alfred Desenclos
- Sonate pour saxophone alto (1960) Alec Wilder
- Cinq danses exotiques (1961) Jean Françaix
- Sonatine pour saxophone alto et piano (1969/1995) Bertold Hummel
- Sonate pour saxophone alto (1970) Edison Denisov[38],[39]
- Sonate pour saxophone alto et piano, Op. 29 (1970) Robert Muczynski[40]
- Variations on a Dorian Theme pour saxophone alto et piano (1972) Gordon Jacob
- Four Moods for Alto Saxophone and Piano (1975) Phil Woods
- Sonate pour saxophone alto et piano (1979) John Worley
- Albanian Summer (1980) Dave Smith
- Divertimento (1982) Charles Wuorinen[41]
- Pequeña Czarda (1982) Pedro Iturralde
- Pique-nique sur la Marne (1983) Ned Rorem
- Sonate pour saxophone alto et piano (1984) William Albright
- Sonate pour saxophone alto et piano (1984) David Diamond
- Last Night (1985, rév. 1990) Rodney Waschka II
- Poème pour saxophone alto et piano (1986) Anders Eliasson
- Whirled Series (1987) Milton Babbitt[42],[43]
- Keening pour saxophone alto et piano (1987) Michael Berkeley
- Sonate pour saxophone alto et piano (1988) David Maslanka
- Novella pour saxophone alto et piano (1991) Howard J. Buss
- Sonata brevis pour saxophone alto et piano (1991) Bertold Hummel
- Chant (1991) Augusta Read Thomas
- Fuzzy Bird Sonata pour saxophone alto et piano (1991) Takashi Yoshimatsu
- Sonate pour saxophone alto et piano (1993) Jindřich Feld
- Vocalise pour saxophone alto et piano (1994) Bertold Hummel
- Hidden Reflections (1996) Lior Navok
- Three Piece Suite pour saxophone alto et piano (1998) Richard Rodney Bennett
- Sonate pour saxophone alto et piano (2000) David DeBoor Canfield
- Sonate after Poulenc pour saxophone alto et piano (2013) David DeBoor Canfield
- Ragtime Sonata after Joplin pour saxophone alto et piano (2013) David DeBoor Canfield
- Sonate pour saxophone alto (2000) Jack Cooper[44],[45]
- Sonate pour saxophone alto (ou clarinette) et piano (2004) Julian Wagstaff
- Sonate n° 1 pour saxophone alto et piano (2007) Brian Vlasak
- Quest pour saxophone alto et piano (2008) Gilad Hochman

### Saxophone ténor et piano

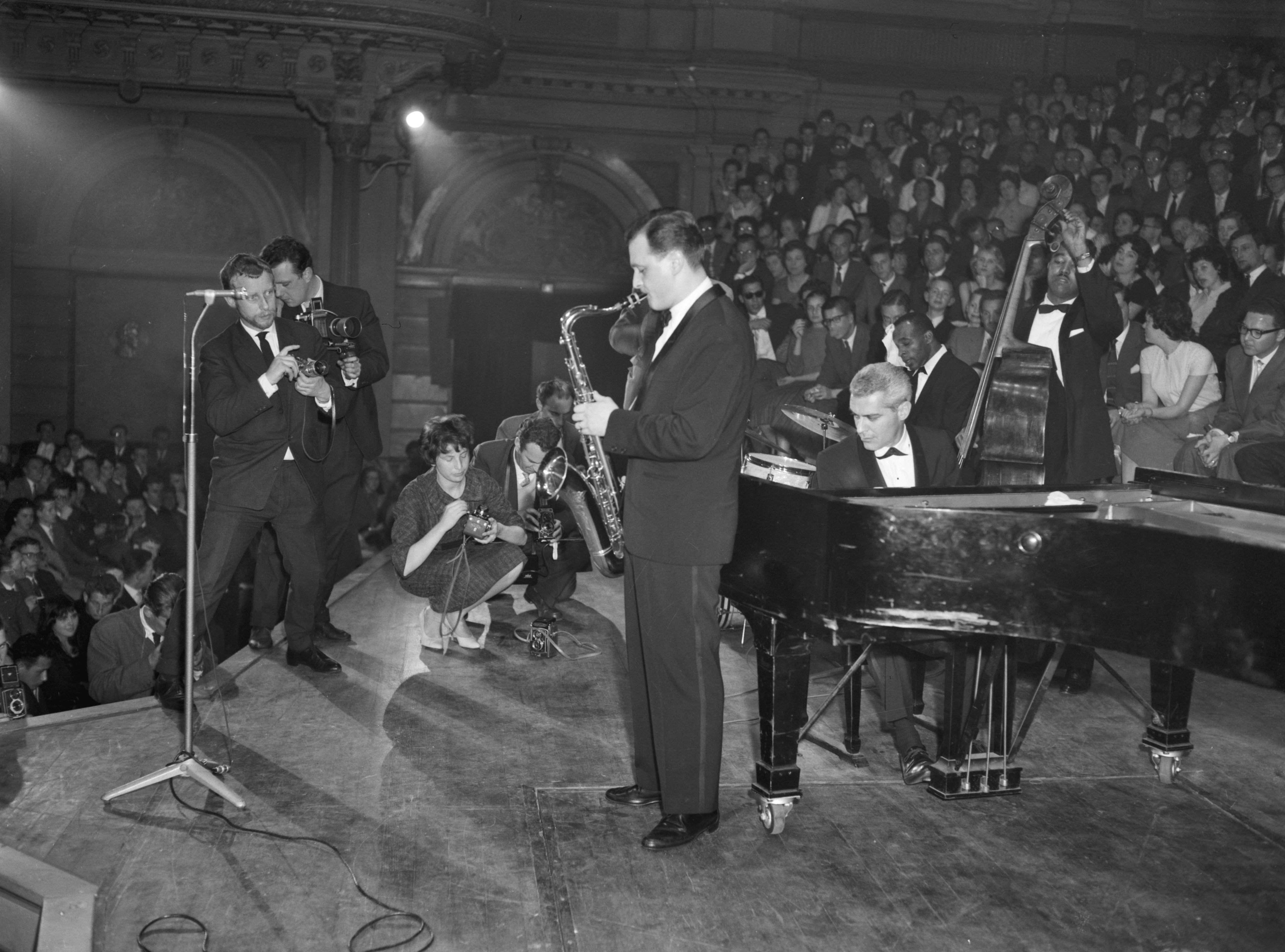
Le saxophoniste de jazz Stan Getz au saxophone ténor.

- Concerto, op. 57, pour saxophone ténor et piano (1858) Jean-Baptiste Singelée
- Adagio et rondo, op. 63, pour saxophone ténor et piano (1861) Jean-Baptiste Singelée
- Solo de concert no 4, opus 84 pour saxophone ténor et piano (1862) Jean-Baptiste Singelée
- Solo de concert no 6, opus 92 pour saxophone ténor et piano (1863) Jean-Baptiste Singelée
- Premier Solo andante et bolero pour saxophone ténor et piano (1866) Jules Demersseman[32]
- Sonate pour saxophone ténor et piano (1967) James Di Pasquale
- Sonatine pour saxophone ténor et piano (1969/95) Bertold Hummel
- Sonate pour saxophone ténor et piano (1974) Walter Hartley
- Sonate pour saxophone ténor et piano (1979) William Schmidt
- September Sonata pour saxophone ténor et piano (1985) John Worley
- A Down East Sonata pour saxophone ténor et piano (1993) John Worley
- Quest pour saxophone ténor et piano (2008) Gilad Hochman
- Sonate pour saxophone ténor et piano (2011) David DeBoor Canfield
- Saxy pour saxophone ténor et piano (2019) Howard J. Buss

### Saxophone baryton et piano
- Fantaisie, op. 60, pour saxophone baryton et piano (1858) Jean-Baptiste Singelée
- Solo de concert no 2, op. 77, pour saxophone baryton et piano (1861) Jean-Baptiste Singelée
- Solo de concert no 3, op. 83, pour saxophone baryton et piano (1862) Jean-Baptiste Singelée
- Solo de concert no 7, op. 93, pour saxophone baryton et piano (1863) Jean-Baptiste Singelée
- Deuxième solo « Cavatine » pour saxophone baryton (ca. 1860?) Jules Demersseman[32]
- Little Suite pour saxophone baryton et piano (1974) Walter Hartley
- Big Fun pour saxophone baryton et piano (2012) Dorothy Hindman
- Sonate, op. 6, pour saxophone baryton et piano (1976) Garland Anderson
- Sonate pour saxophone baryton et piano (1976) Walter Hartley
- Rhapsodie pour saxophone baryton et piano (1988) Harald Genzmer
- Sonate pour saxophone baryton et piano (2008) David DeBoor Canfield
- Duo pour saxophone baryton et piano (2008) Walter Hartley

## Saxophone, piano et percussion
Voir Liste de compositions pour saxophone, piano et percussion (en).
- Cyberbird Concerto, réduction pour trio - Yoshimatsu Takashi

## Quatuor de saxophones

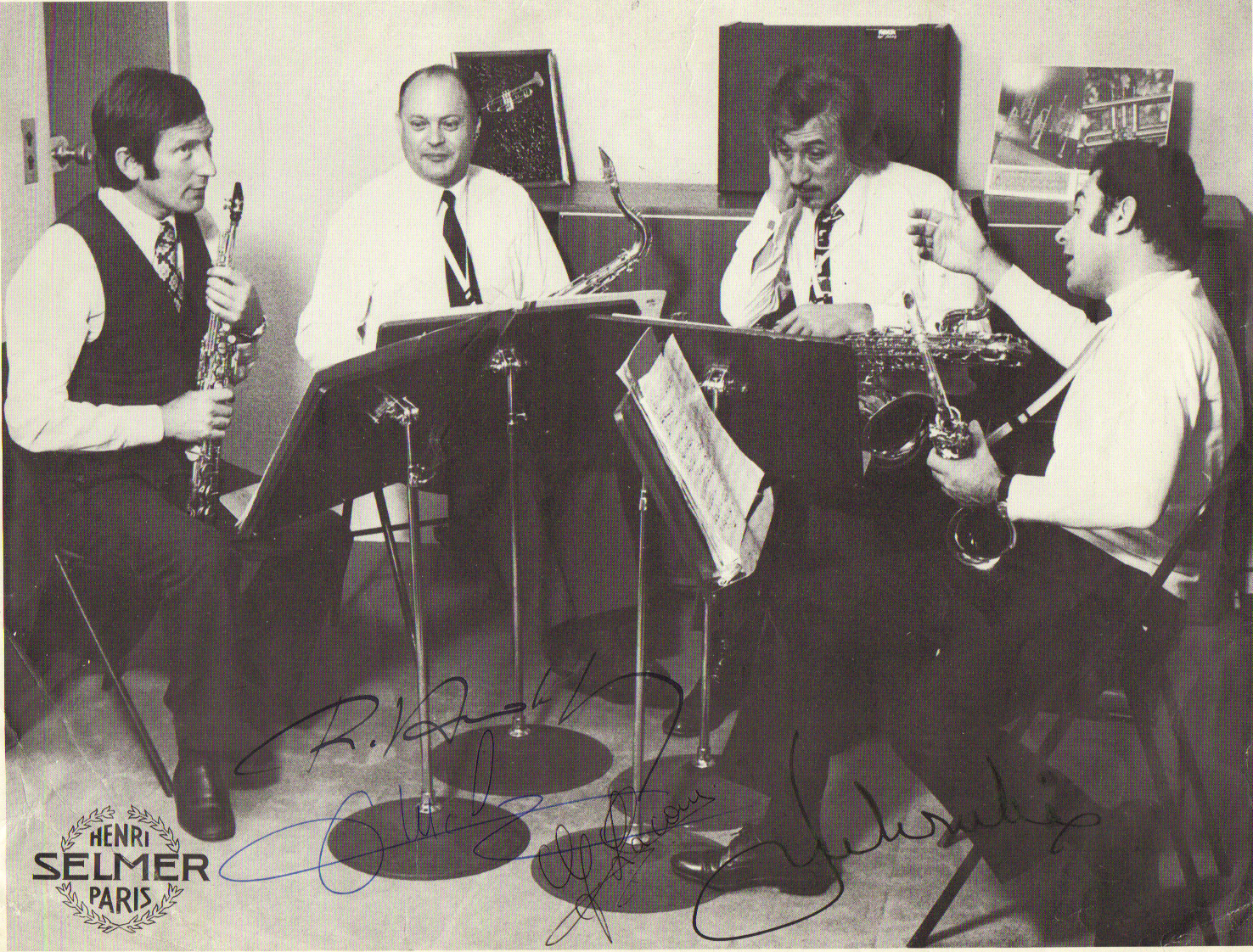
L'Ensemble de saxophones français avec Jacques Melzer (soprano), Jean-Marie Londeix (alto), Guy Lacour (ténor), Roland Audefroy (baryton) (1970).

- Premier Quatuor, Op. 53 (1857)-Jean-Baptiste Singelée[32]
- Quatuor (ca. 1870?)-Jean-Baptiste Victor Mohr[32]
- Quatuor (1879)-Caryl Florio[46]
- Premier Quatuor (1888)-Louis Mayeur[32]
- Andante,Fugue et Final (1907)-Raymond Moulaert[32]
- Quatuor de saxophones en si bémol op. 109 (1932)-Alexandre Glazounov[47]
- Pavane (1933)-Fernande Decruck
- Introduction et variations sur une ronde populaire (1936)-Gabriel Pierné
- Petit Quatuor pour saxophones (1935) Jean Françaix
- Deux berceuses, adaptation par la compositrice pour quatuor de saxophones (1935)-Fernande Decruck
- Andante et scherzo pour quatuor de saxophones (1938) - Eugène Bozza
- Quatuor pour saxophones, op. 102 (1939)-Florent Schmitt
- Quatuor pour saxophones (1956)-Pierre-Max Dubois
- Quatuor pour saxophones (1963)-Alfred Desenclos
- Quatuor de saxophones (1963)-Alec Wilder
- Quatuor (1969)-Guy Lacour
- Quatuor de saxophones no 1 (1973) -Gordon Jacob
- Variations sur un thème de Stravinsky (1974) -Bernard Hoffer
- Drift (2002)-Dorothy Hindman
- Drastic Measures (1976)-Russell Peck
- Lumière et ombre (1978)-Robert Starer
- Line Drawing after Mark Tobey (1978)-Samuel Alder
- Suite pour quatuor de saxophones (1979)-Paul Creston
- Quatuor pour saxophones no 2 (1979)-Gordon Jacob
- Quatuor pour saxophones (1984)-Werner Wolf Glaser
- Quatuor pour saxophones (1984)-Miklós Maros
- Musique pour Saxophones (1986)-Tristan Keuris[48]
- XAS (1987)-Iannis Xenakis[49]
- Back Burner (1989)-Frank Ticheli
- Music pour quatre saxophones (1990)-Bertold Hummel
- Four5 (1991)-John Cage
- Fractal (1991)-Cristóbal Halffter[22]
- From My Diary (1992)-Branko Lazarin[50]
- Saxophone Quartet (1992)-Charles Wuorinen[23]
- Lamentatio (1992)-Erkki-Sven Tüür[51]
- Saxophone Quartet no 1 - Roads to Ixtlan (1992-93)-Per Nørgård[52]
- Quatuor de saxophones no 2 - Viltir Svanir (Wild Swans) (1994)-Per Nørgård
- Quatuor de saxophones (1994)-Richard Rodney Bennett[23]
- Quatuor de saxophones no 3 - Dansere omkring Jupiter (Danseurs autour de Jupiter) (1995)-Per Nørgård
- Variations (On Several Lines by Amy Clampitt) (1995)-Sidney Corbett
- Histoires courtes (1995)-Jennifer Higdon
- 4our Dedicated to Stockholm Saxophone Quartet (2016)-Arshia Samsaminia[53]
- July (1995)-Michael Torke[54]
- American Sketches pour quatuor de saxophones (1996)-Aldo Rafael Forte
- Windup (1996)-Wayne Peterson[55]
- Mountain Roads (1997)-David Maslanka
- Saxophone Quartet (1999)-Lior Navok
- Rise (2001)-Steven Bryant
- Out of the Blue (2001)-Frank Ticheli
- 24 Hour Sax Quartet (2004)-Michael Nyman
- Dry Bones (2005)-Howard J. Buss
- Market Forces (2005)-Eric Moe[56]
- Fireworks (2011)-Karol Beffa
- Steamboat (2014)-Michael Daugherty

## Saxophone et chœur
- Galgenlieder (Gallows Songs) pour quatuor de saxophones et chœur (2014) Lera Auerbach
- Galgenlieder (Gallows Songs) pour quatuor de saxophones et chœur d'enfants (2015) Lera Auerbach
- I Saw Eternity pour saxophone soprano et chœur TTBB (2012) Paul Mealor
- Making or Breaking pour saxophone soprano et chœur SSAATTBB (2015) Kim André Arnesen
- Sacred Light pour saxophone soprano et chœur TTBB (2012) Ola Gjeilo
- Amao omi pour quatuor de saxophones et chœur - Giya Kancheli

## Autre œuvres de musique de chambre avec saxophone
- Chant Sacré pour sextuor à vent (1844)  Hector Berlioz.
- Quintette pour 2 saxophones soprano, saxophone alto, saxophone ténor et saxophone baryton (1861)  Jérôme Savari[32]
- Impressions d'automne, Elégie pour saxophone alto, hautbois, 2 clarinettes, basson, harpe, orgue et 2 violoncelles (1905) André Caplet[5]
- Chôros n° 7 pour septuor (1924) Heitor Villa-Lobos
- Quatuor pour clarinette, saxophone ténor, piano et violon, op. 22 (1928-1930) Anton Webern[57],[58]
- Konzertstück pour deux saxophones alto (1933) Paul Hindemith[59],[60]
- Canonic Suite pour quatre saxophones alto (1939) Elliott Carter[61]
- Quiet City pour trompette, saxophone alto, clarinette en si  (doublant la clarinette basse) et piano (1939) Aaron Copland.
- Quatuor no 1 pour trompette, saxophone ténor, piano et percussion (1950/1954) Stefan Wolpe[62]
- All Set (en) pour saxophone alto, saxophone ténor, trompette, trombone, basse, piano, vibraphone et percussions (1957) Milton Babbitt[63]
- Duo Concertante pour saxophone alto, saxophone soprano et piano, op. 55 (1858) Jean-Baptiste Singelée
- Cantilène et danse pour saxophone alto, violon et piano (1961) Marc Eychenne[64]
- Suite pour saxophone baryton, cor et quintette à vent (1966) Alec Wilder
- Suite pour saxophone baryton, sextuor à vent, basse et batterie (1971) Alec Wilder
- Suite pour saxophone et guitare, op. 291 (1976) Alan Hovhaness
- Saxophon pour saxophone soprano et bongo, ou saxophone soprano seul (1977) Karlheinz Stockhausen
- Piccolo pour saxophone avec cloche de geisha (1977) Karlheinz Stockhausen
- Knabenduett (Duo de garçons) pour deux saxophones sopranos (1977) Karlheinz Stockhausen
- Invocationes pour saxophone soprano et orgue (1978/1995) Bertold Hummel
- Duo pour saxophone soprano et saxophone alto (1981) Gordon Jacob
- Quatuor pour flûte, saxophone alto, guitare et percussion solo (1982) Kalevi Aho
- Linker Augentanz (en) (Left-Eye Dance) pour 7 (ou 11) saxophones, synthétiseur et percussion (1983/90) Karlheinz Stockhausen
- Entführung (Enlèvement) pour saxophone soprano et musique électronique et concrète (1986/2004) Karlheinz Stockhausen
- Due a due pour saxophone soprano et percussions (1987) Bertold Hummel
- Aragonesca pour saxophone soprano/alto, clarinette basse, violon et violoncelle (1987) Dave Smith
- To Brooklyn Bridge pour 24 voix, quatuor de saxophones et ensemble mixte (1987-88) Tristan Keuris[65]
- Noel - A little christmas suite pour 3 Saxophones (1989) Bertold Hummel
- Escapade pour saxophone alto et quatre percussions (1991) Howard J. Buss
- Pit Band pour saxophone alto, clarinette basse et piano (1993) William Albright
- Quintette pour saxophone alto, basson, alto, violoncelle et contrebasse (1994)  Kalevi Aho
- Impromptu pour saxophone soprano et marimba (1994)  Howard J. Buss
- In Erwartung (В ожидании) pour quatuor de saxophones et six percussionnistes (1994) Sofia Gubaidulina
- Quatuor pour saxophone ténor, violon, alto et violoncelle (1994) Josef Tal
- Pictures from the Sea's Garden pour saxophone et percussion (1998) Sunleif Rasmussen
- Pictures from the Sea's Garden pour saxophone et percussion (1998) Sunleif Rasmussen
- Rough Winds Do Shake the Darling Buds pour trio de saxophones (1999) Eric Moe[56],[66]
- Meditatio pour chœur mixte et quatuor de saxophones (2003) Erkki-Sven Tüür[67]
- Verwandlung (Transformation) pour trombone, quatuor de saxophones, violoncelle, contrebasse et tam-tam (2004) Sofia Gubaidulina
- Walk the Walk pour saxophone baryton (ou clarinette basse ou contrebasson) et percussion (2005) Michael Daugherty
- Concerto for 22 Instruments (achevé en 2005) Alistair Hinton (partition pour 22 instruments à vent, y compris des parties pour 1 saxophone soprano, 1 saxophone alto, 1 saxophone baryton et 1 saxophone contrebasse).
- Erwachen (Awakening), Nr. 92, pour saxophone soprano, trompette et violoncelle (2007) Karlheinz Stockhausen
- Edentia pour saxophone soprano et musique électronique (2007) Karlheinz Stockhausen.
- Three Jazzicals pour saxophone soprano et tuba (2009) Howard J. Buss
- Cosmic Portraits pour flûte, clarinette, saxophone alto et saxophone ténor (2009) Howard J. Buss
- Ouroboros for saxophone sextet (2013)  Clive Strutt
- R.I.P.T. pour saxophone alto et percussion (2014) Dorothy Hindman
- Lullaby opus 81c pour saxophone alto, violon et piano (2018) Nimrod Borenstein
- Prayer without Words pour saxophone soprano et harpe (2018)  Gilad Hochman
- Visitations from the Dark pour saxophone alto, clarinette basse et piano (2020) Howard J. Buss
- Sonic Tapestries pour saxophone alto, violon et piano (2020) Howard J. Buss
- The Girl in White pour saxophone soprano, trompette, percussion, piano, violon I, violon II, alto, violoncelle et basse (2011) Robert J. Bradshaw
- Schizophrenia pour saxophone alto et marimba (2011)  Shai Cohen
- ALEA IACTA EST pour sax alto, guitare électrique et violoncelle (2022)  Shai Cohen

## Œuvres pour saxophone solo ou avec accompagnement électronique
- Caprice en forme de valse (1950) Paul Bonneau
- Improvisation et caprice pour saxophone solo (1952) Eugène Bozza
- Tre Pezzi pour saxophone soprano (ou ténor) (1956) Giacinto Scelsi[68]
- Introduction, Danse et Furioso (1959) Herbert Couf
- Dorian Reeds pour saxophone soprano et bande magnétique (1965) Terry Riley
- Reed Phase pour saxophone soprano et bande magnétique (1966) Steve Reich
- Poppy Nogood and the Phantom Band pour saxophone soprano et bande magnétique (1966-1967) Terry Riley
- Partita pour saxophone alto, Op. 99x (1968) Alois Hába
- Djiwa pour saxophone solo (1971) Laurence Wyman
- Improvisation I (1972) Ryo Noda
- Parabole XI pour saxophone alto, Op. 123 (1972) Vincent Persichetti
- Improvisation II & III (1975) Ryo Noda
- Maknongan pour instrument grave (saxophone basse...) (1976) Giacinto Scelsi
- Mai (1978) Ryo Noda
- Images pour Saxophones et Bande (1979) Milton Babbitt[69],[70]
- Tre Pezzi pour saxophone en mi bémol solo (1979) Bertold Hummel
- Sequenza IXb pour saxophone alto (1981) Luciano Berio[68]
- Trois pièces (1981) Branko Lazarin[50]
- In Freundschaft (1982) Karlheinz Stockhausen[68]
- Amour (en) pour saxophone (1976/2003) Karlheinz Stockhausen
- Getting To Know The Weather Solo Baritone Saxophone (1986) Eve Beglarian[68]
- A Day in the City pour saxophone solo (1986) Howard J. Buss
- Midnight Omen pour saxophone solo (1986) Howard J. Buss
- Phoenix (1988) Ryo Noda
- Hard pour saxophone ténor solo (1988) Christian Lauba
- Anubis-Nout pour saxophone basse ou baryton (1990) Gérard Grisey
- Sequenza VIIb pour saxophone soprano (adaptation par Claude Delangle en 1993)[71],[72]-Luciano Berio
- Melodies for Saxophone (1995) Philip Glass
- Steady Study on the Boogie (1995) Christian Lauba
- Neuf études pour saxophones en 4 livres (1996) Christian Lauba
- Bug pour saxophone solo (1998) Bruno Mantovani
- Sundance for the Kid pour saxophone alto (1998) Laurence Wyman
- Huit Bagatelles pour Saxophone Soprano (1999) Bertold Hummel
- Dialogue de l'ombre double, transcription pour saxophone (2001) Pierre Boulez
- Le Psaume salé pour saxophone solo + bande + live-electronics (2001) Sunleif Rasmussen
- Monologue pour saxophone solo (2003) Gilad Hochman
- Three Episodes pour saxophone solo (2005) Gilad Hochman
- ...of silence, œuvre mixte en temps réel pour saxophone alto et système électronique (2007) Marco Stroppa
- 90 Sec pour saxophone solo (2007) Gilad Hochman
- Obsession pour Saxophone Solo (2009) Karol Beffa
- Phoenix Rising pour saxophone soprano solo (2016)  Stacy Garrop
- Post-Orientalism I pour saxophone alto (2022) Ehsan Saboohi
- Silences, points et lignes pour saxophone soprano (2022) Léo Gaillard

## Traits d'orchestre

### Saxophone soprano
- Dmitri Chostakovitch
  - L'Âge d'or (1928)
- Maurice Ravel
  - Boléro (1928)

### Saxophone alto
- Béla Bartók
  - Le Prince de bois, op. 13 (1914-1917)
- Alban Berg
  - Lulu (1929-1935)
  - Concerto pour violon (1935 )(mesures 25 à 30, Liberamente : mesures 164 à 170 , 175 à 185 et 209 à 218)
- Georges Bizet
  - Arlésienne suite n° 1 (1872) (Andante Molto : E à 18e mes de E et Carillon : D à 8 mes. avant E )
- Dmitri Chostakovitch
  - Jazz Suite n° 2(1938)
- Aaron Copland
  - Symphonie n° 1, pour orgue et orchestre (1926-1928)
- Claude Debussy/Jean Roger-Ducasse
  - Rapsodie pour orchestre et saxophone (1903)
- Arthur Honegger
  - Symphonie n° 3 (1946), H. 186 (mesures 17 à 18 )
- Jules Massenet
  - Le Roi de Lahore (1877),
  - Hérodiade (1882),
  - Werther (1892)
- Darius Milhaud
  - La Création du monde (1923)
- Modeste Moussorgski
  - Tableaux d'une exposition (orchestration de Maurice Ravel, 1922) (II.Vecchio Castello : 20 à 23 )
- Sergueï Rachmaninov
  - Danses Symphoniques, op. 45 (1940)
- Ned Rorem
  - A Dream (1963) (début à 7 mes. après 4 )
- Richard Strauss
  - Sinfonia Domestica (1902)
- William Walton
  - Façade (1922) (couvent 2, 4, 5 ou 6)

### Saxophone ténor
- Sergueï Prokofiev
  - Lieutenant Kijé (1933)
  - Roméo et Juliette (1935)
- Maurice Ravel
  - Boléro (1928)
- Ralph Vaughan Williams
  - Symphonie n° 9 en mi mineur (1956-1957) (mouvement I, mouvement III)